# Brusselse premetro
De Brusselse premetro bestaat uit tunnels en -stations die geschikt zijn om eventueel in de toekomst ook metrotreinen te ontvangen. In de eerste fase maken trams, die ook op straat rijden, gebruik van deze infrastructuur. Trams bereiken en verlaten de tunnels door middel van in- en uitritten. Van alle huidige lijnen van de Brusselse metro is het centrale deel eerst aangelegd als premetrolijn.
Naast de Brusselse premetro heeft België nog twee tramnetwerken met tramtunnels, namelijk de Antwerpse premetro en de Métro Léger de Charleroi, maar enkel in Brussel is er een overgang geweest naar een volledige, "zware" metro.

## Geschiedenis

### Eerste plannen
Na de Tweede Wereldoorlog gingen er stemmen op de tramlijnen ondergronds te brengen en de straten van de stad te reserveren voor het aldoor groeiende autoverkeer. De snelheid van de trams ging door verkeersopstoppingen steeds verder omlaag, waardoor het Brusselse vervoerbedrijf besloot waar mogelijk vrije trambanen aan te leggen en de lijnen in het centrum door tunnels te laten lopen. In 1957 werd de eerste tunnel geopend nabij het overbelaste Grondwetplein, tussen het Zuidstation en het huidige station Lemonnier. De tunnel werd tegelijk aangelegd met diverse andere werken die in verband met de wereldtentoonstelling van 1958 uitgevoerd werden. Deze Grondwettunnel is nu onderdeel van de noord-zuidas.
In 1963 zette de Belgische regering werkgroepen op om de verkeersproblemen van de vijf grootste steden van België (Brussel, Antwerpen, Luik, Gent en Charleroi) aan te pakken. Er werd geld vrijgemaakt voor projecten, waarbij 50% van het budget bestemd was voor Brussel, 25% voor de Vlaamse en 25% voor de Waalse steden. Genoeg geld om op korte termijn volwaardige metrolijnen aan te leggen was er echter niet. Bovendien had de MIVB een aantal jaar daarvoor nieuw trammaterieel aangeschaft om de toevloed van reizigers naar Expo 58 het hoofd te bieden. Men besloot daarom trams te laten rijden door de tunnels, die evenwel op zodanige schaal werden gebouwd, dat het mogelijk was ze later als echte metrolijnen te exploiteren. Dit netwerk van tramtunnels werd de eerste jaren aangeduid met semimetro, voordat men overstapte op de meer nauwkeurige term premetro.

### Ontwikkeling van de lijnen

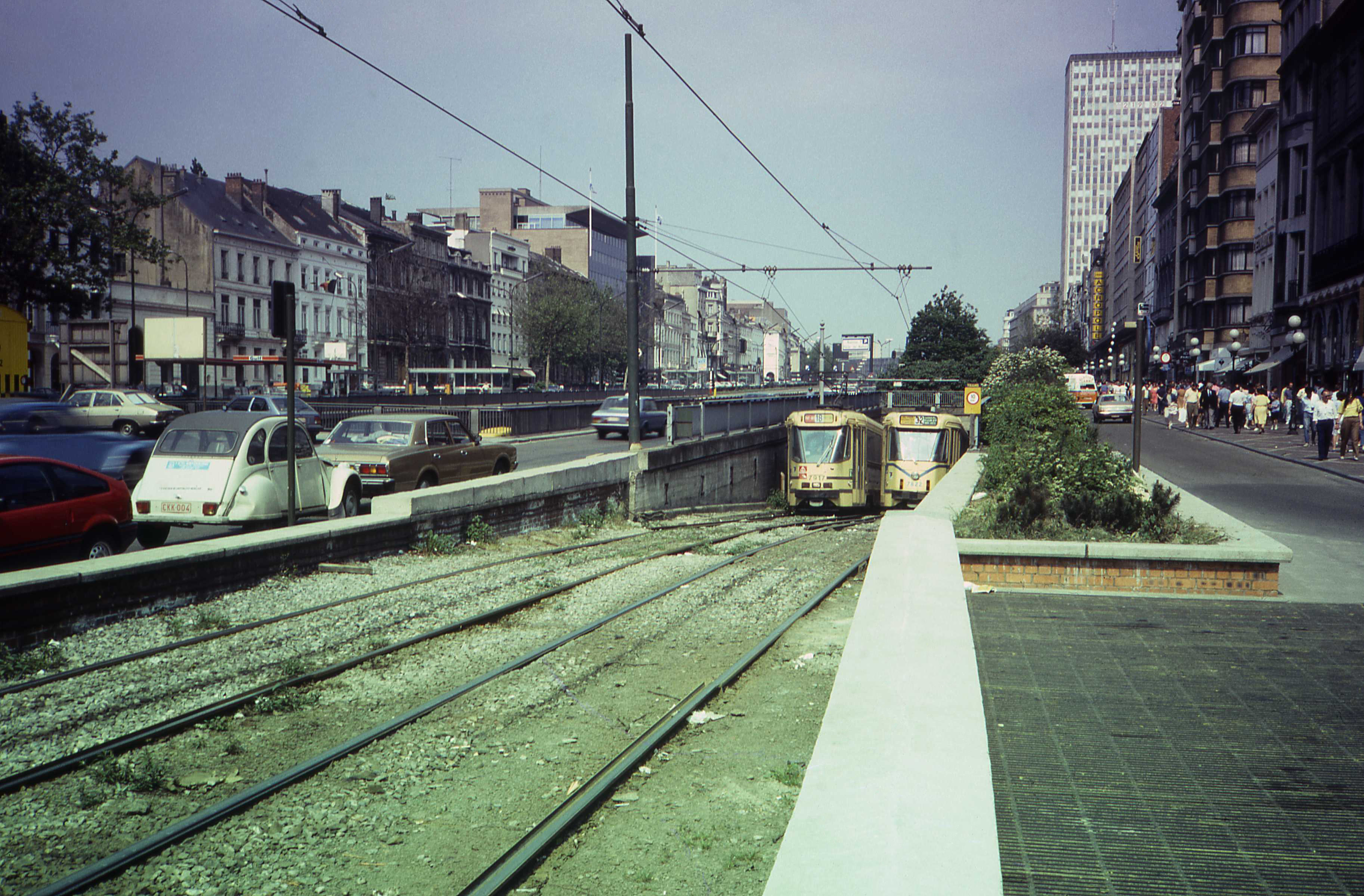
De tijdelijke tunnelingang van premetrolijn 2 bij de Naamsepoort voor de verlenging van de tunnel voorbij Louizaplein

Op 3 mei 1966 werd gestart met de ondergrondse bouwwerkzaamheden. De eerste tunnel werd geopend op 20 december 1969 tussen het De Brouckèreplein in het centrum van de stad en station Schuman in de Europese wijk. Deze lijn werd als eerste omgebouwd tot volwaardige metrolijn en maakte sinds 20 september 1976 deel uit van lijn 1A/B; de tegenwoordige lijnen 1 en 5.
In december 1970 was de tweede premetrotunnel, onder de kleine ring, tussen Madou en de Naamsepoort, gereed voor ingebruikname. Deze lijn werd op 18 augustus 1974 in het noorden verlengd tot het Rogierplein, in het zuiden werd op 19 augustus 1985 het Louizaplein bereikt. Ook de kleine ring kreeg uiteindelijk de metrostatus en heropende na ombouwwerkzaamheden op 2 oktober 1988 als metrolijn 2.
In het oosten van de stad werd op 2 mei 1972 een kort stuk tunnel met één station, Diamant, in gebruik genomen, als onderdeel van de "Grote ring". Op 30 januari 1975 werd deze tunnel naar het zuiden verlengd tot station Boileau, waarbij op station Montgomery een overstapmogelijkheid op metrolijn 1B ontstond.
De MIVB nam op 4 oktober 1976 de "Noord-zuidas" als laatste premetrolijn in gebruik, tussen het Noordstation en station Lemonnier. Op 3 december 1993 werd de tunnel via het Zuidstation verlengd naar station Albert.

## Premetrostations
- Albert (geopend in 1993)

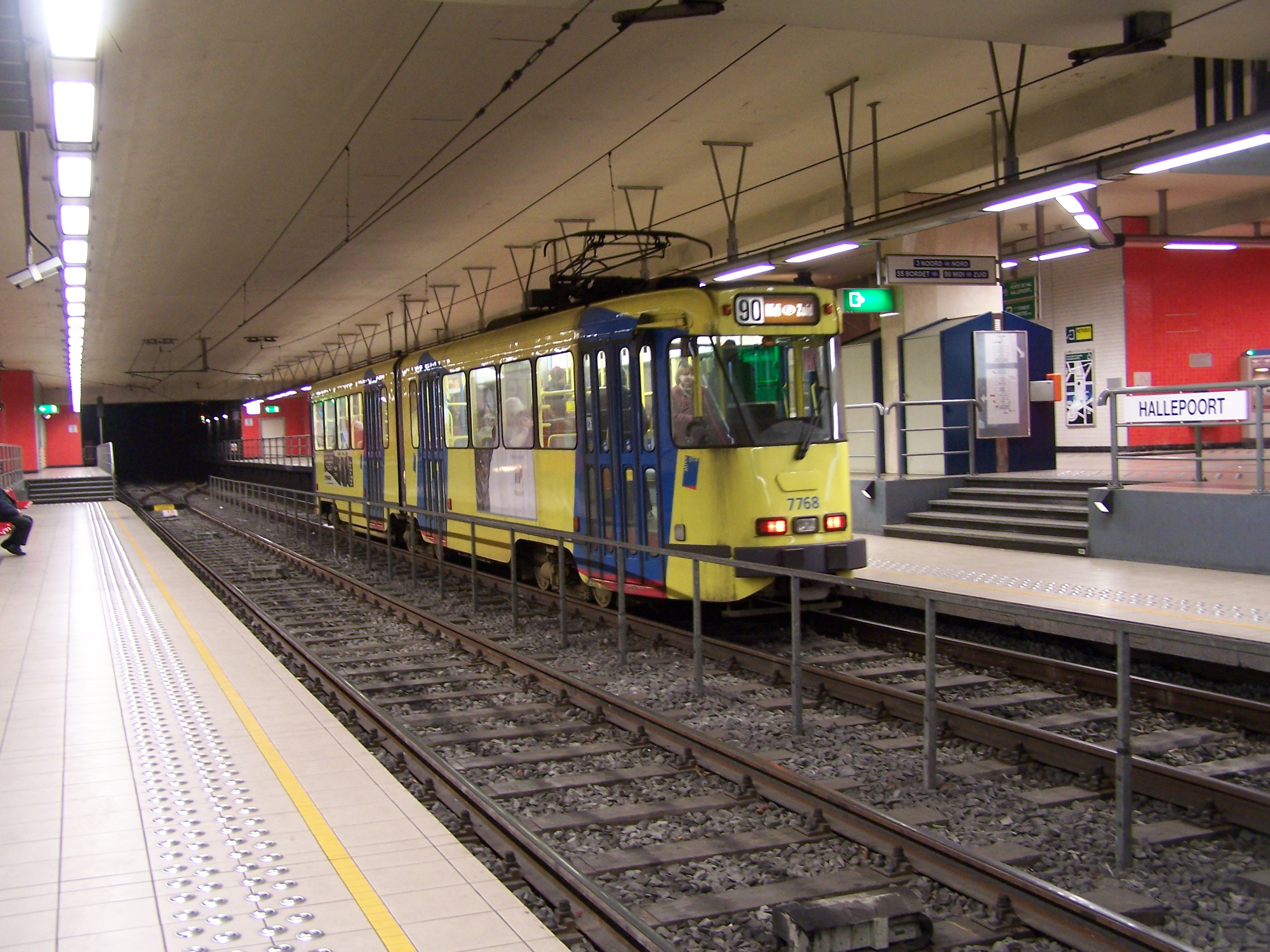
Gelede tram in station Hallepoort

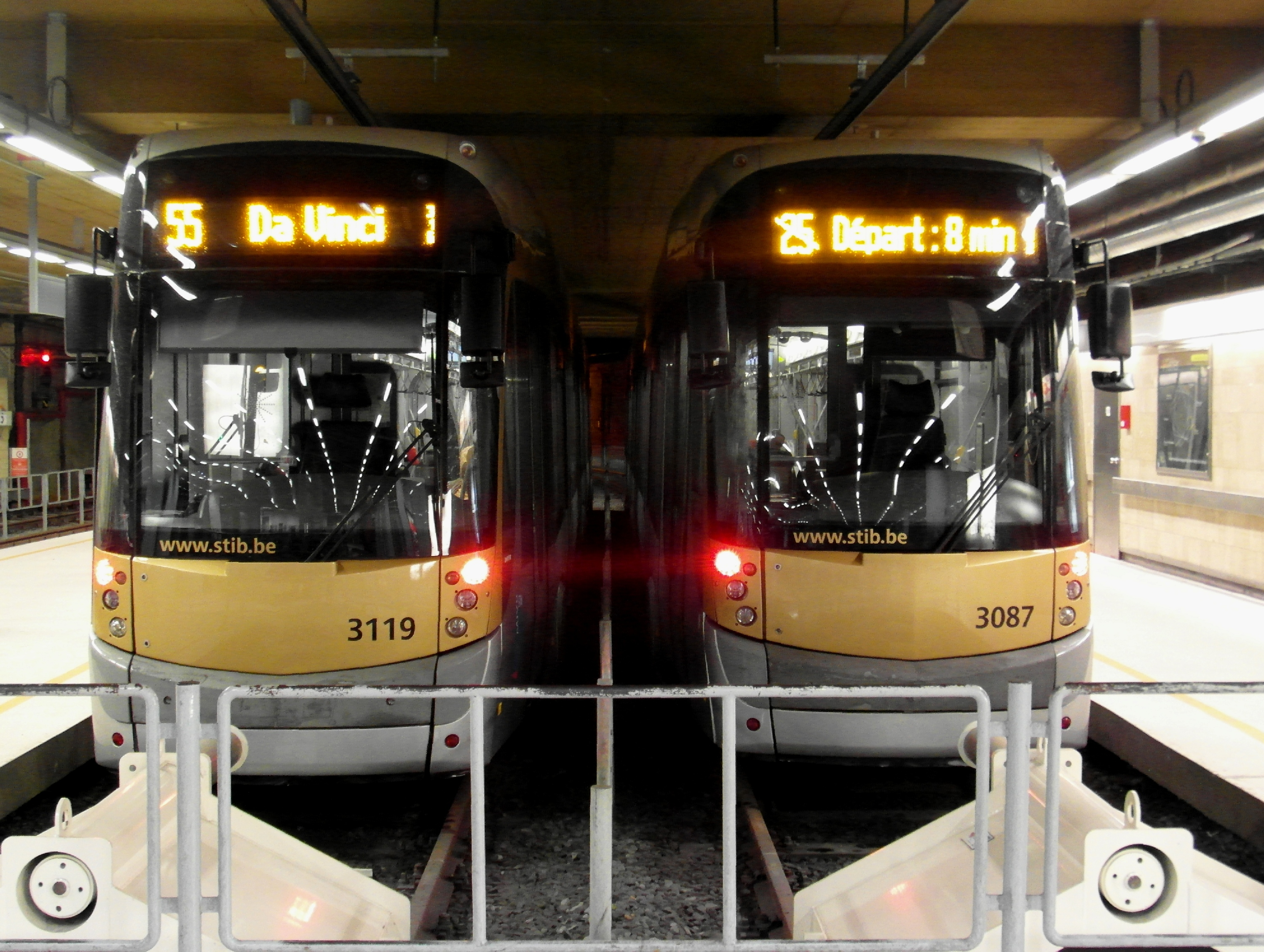
Twee wachtende trams in station Rogier

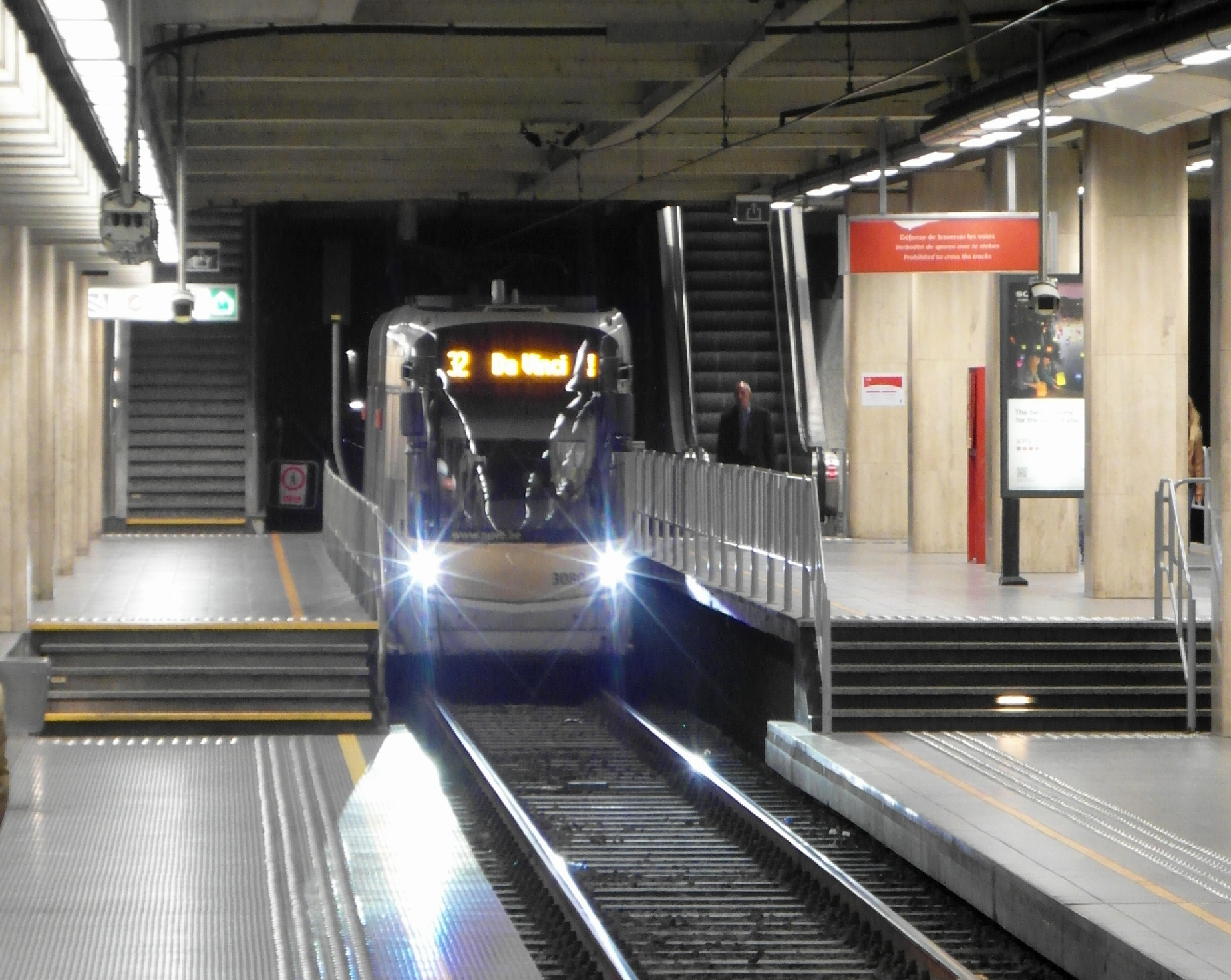
Deels verlaagde perrons in station Beurs

- Anneessens-Fontainas (geopend in 1976)
- Beurs - Grote Markt/Bourse - Grand-Place (geopend in 1976)
- Boileau (geopend in 1975)
- De Brouckère (voor premetro geopend in 1969)
- Diamant (geopend in 1972)
- Georges Henri (geopend in 1975)
- Hallepoort/Porte de Hal (voor premetro geopend in 1993)
- Horta (geopend in 1993)
- Lemonnier (geopend in 1976)
- Montgomery (voor premetro geopend in 1975)
- Noordstation/Gare du Nord (voor premetro geopend in 1976)
- Rogier (voor premetro geopend in 1974)
- Sint-Gillisvoorplein/Parvis de Saint-Gilles (geopend in 1993)
- Zuidstation/Gare du Midi (voor premetro geopend in 1993)

### Ombouw
Veel van de stations werden uitgerust met perrons van verschillende hoogte: de lage perrons (aan de buitenkant, d.i. rechts volgens de rijrichting) waren geschikt voor trams, terwijl tussen de sporen hoge perrons werden voorzien maar niet gebruikt; deze waren aangepast aan de metrostellen. Ook de tramperrons zijn overigens eigenlijk hoge perrons, waarvan een gedeelte verlaagd is dat later eventueel "opgevuld" zou kunnen worden.
In 2004 en 2005 werden evenwel in de stations op de as Noordstation - Zuidstation de hoge "metroperrons" afgebroken en vervangen door lage perrons, om te kunnen voldoen aan het stijgende aantal gebruikers van de premetro. Passagiers kunnen sindsdien aan weerszijden van de trams in- of uitstappen (de "Spaanse methode").
Nochtans wordt enkele jaren later in december 2010 10 miljoen euro uitgetrokken voor een studie naar een ondergronds tracé tussen het Noordstation in Schaarbeek en Bordet in Evere. Behalve de ligging van de tunnel en de locatie van de stations, zal de studie ook moeten uitwijzen wanneer de premetro tussen Albert en het Noordstation, waar het nieuwe tracé zal op aansluiten, moet worden omgebouwd tot volwaardige metro.

## Huidige lijnen

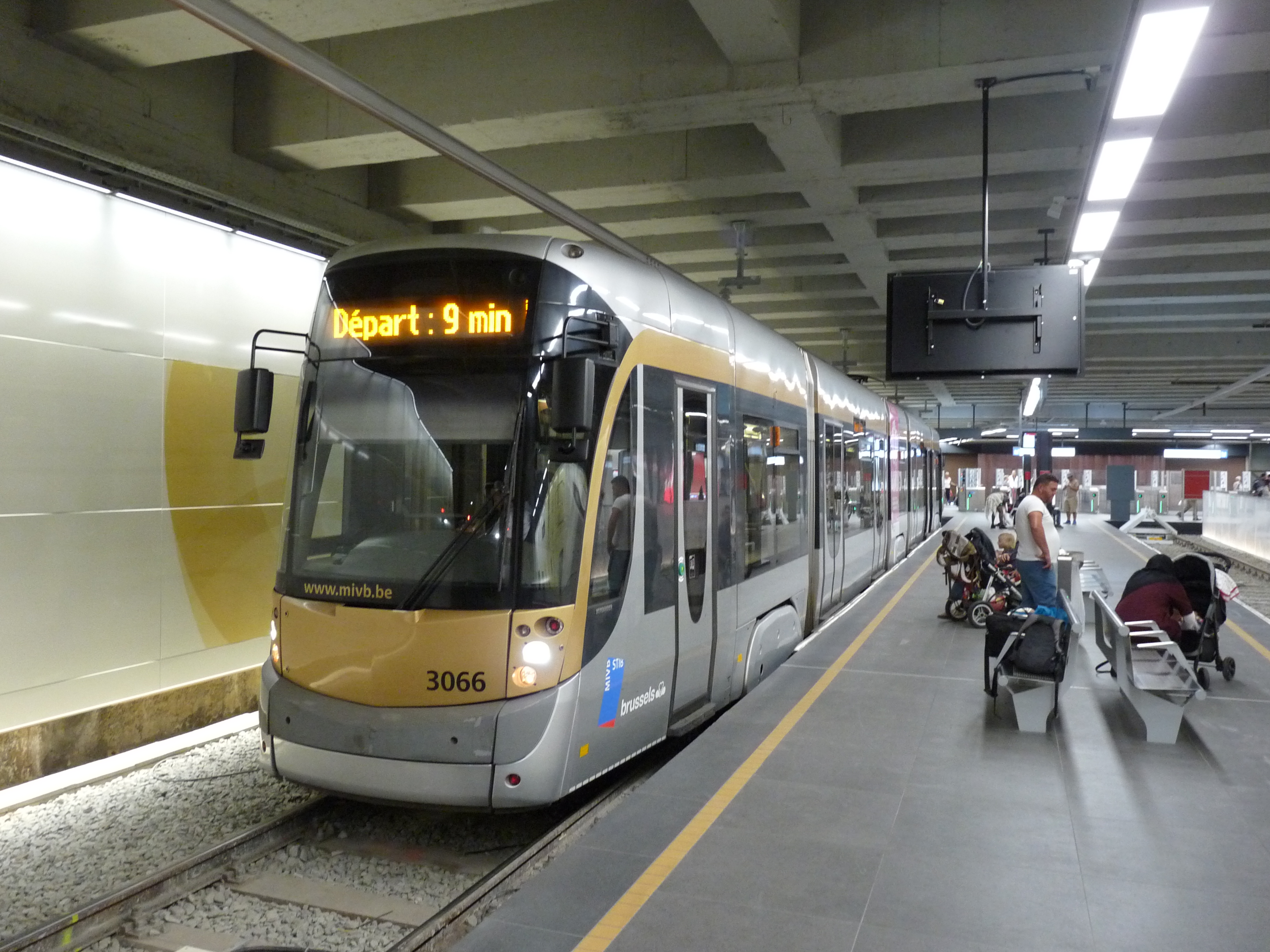
Tram op lijn 9 in het premetrogedeelte van station Simonis

De premetrolijnen in Brussel zijn tramlijnen die op een deel van hun traject gebruikmaken van tunnels. Verschillende tramlijnen rijden daarbij door dezelfde tunnels, en hebben elk hun eigen lijnnummer.
Er zijn twee grote premetro-assen in gebruik. Deze zijn geschikt om in de toekomst om te bouwen tot zware metro:
- Noord-zuidas tussen Noordstation en Albert: tramlijnen  en . Deze wordt omgebouwd tot de toekomstige metrolijn .
- Grote ring tussen Diamant en Boileau: tramlijnen  en .

Naast de tramlijnen die geheel door een van de beide grote premetro-assen rijden, zijn er ook enkele tramlijnen die slechts kort door een stuk premetrotunnel rijden voor maximaal 2 haltes. Deze zijn veelal niet geschikt om in de toekomst om te bouwen tot zware metro:
- Tramtunnel met ondergronds station aan Simonis: tramlijnen  en . Tramlijn 19 heeft hier zijn ondergronds eindstation met 3 kopsporen, tramlijn 9 heeft zijn eigen perrons met doorgaande sporen.
- Ondergrondse keerlus met station aan Montgomery: tramlijnen  en .
- De ontdubbelde noord-zuidas met twee stations vanaf het Noordstation tot de kopsporen in het station Rogier: tramlijnen  en .
- Grondwettunnel (onderdeel van de noord-zuidas ter hoogte van het Zuidstation): naast gebruik van deze tunnel door premetrolijnen 4 en 10, die geheel de noord-zuidastunnel berijden, zijn er drie tramlijnen die enkel een kort ondergronds traject door de Grondwettunnel hebben: tramlijnen ,  en . Tramlijnen 51 en 82 doen hierbij de ondergrondse halte Lemonnier aan, tramlijn 81 heeft geen ondergrondse haltes.
- Ondergronds trameindpunt met 2 kopsporen in station Albert: tramlijn .

## Toekomstplannen
- Er bestaan plannen om de grote ring premetro-as met één halte te verlengen tot en met het Meiserplein. Dit moet de drukke bovengrondse verkeerssituatie verlichten.
- De noord-zuidas zal omgebouwd worden tot een volwaardige metrolijn 3, in eerste instantie lopende van Albert tot het Noordstation. Enkele jaren later zal deze nieuwe metrolijn verder verlengd worden tot Bordet via nieuw te graven tunnels met enkele extra stations.
- In het kader van de ombouw van de noord-zuidas zou ook de Grondwettunnel aangepast en verlengd worden om het tramverkeer te scheiden van de nieuw omgebouwde metrolijn 3. Er zouden twee nieuwe stations komen voor de trams, met elkaar verbonden door een nieuwe tunnel onder de Fosnylaan: één station ter hoogte van het Zuidstation (reeds in ruwbouw aanwezig) en één station ter vervanging van de huidige ondergrondse halte Lemonnier (nl. station Grondwet). De omgebouwde metrolijn 3 heeft in dit laatste station ook nieuwe eigen perrons. In 2017 zijn deze plannen echter gewijzigd. De Grondwettunnel wordt niet verlengd en er komen geen nieuwe premetrostations bij. In plaats daarvan wordt het premetrostation Lemonnier behouden, waarbij het wordt gerenoveerd en toegankelijk gemaakt met liften. Lemonnier en toekomstig metrostation Toots Thielemans zullen met een ondergrondse doorgang verbonden worden.
- Er zou ook een nieuwe tramtunnel komen onder het Park van Vorst tussen het Rochefortplein en het station Albert. Dat station zal grondig verbouwd worden met een eindpunt voor de toekomstige metrolijn 3 en een ondergronds station voor de doorgaande tramlijnen (tussen de nieuwe tramtunnel en de bestaande tramhelling in de Albertlaan). De tramhelling in de Jupiterlaan wordt verbouwd als ondergronds eindpunt voor tramlijn 51. Begin 2018 zijn ook deze plannen gewijzigd, waarbij de tunnel onder het Park van Vorst geschrapt wordt. Voorlopig zullen ook de trams komende van de tramhelling in de Albertlaan hun eindpunt hebben in het verbouwde station. Er is wel de optie om deze lijnen later alsnog door te trekken met een nieuwe tramhelling vlak na het verbouwde station Albert.

## Trivia
Regelmatig rijden dronken en/of verstrooide automobilisten via de premetrotoegangshellingen de tramtunnels in. In Brussel zijn er namelijk ook veel autotunnels. De ongevallen veroorzaken veel schade aan de rail-installaties en legt het tramverkeer stil. Meestal wordt de auto op een spoorlorry getakeld en weggereden naar een stelplaats. Een dergelijk incident vond plaats op 1 april 2023.